# Голд-Каньйон (Аризона)
Голд-Каньйон (англ. Gold Canyon) — переписна місцевість (CDP) в США, в окрузі Пінал штату Аризона. Населення — 11 404 особи (2020).

## Географія
Голд-Каньйон розташований за координатами 33°22′17″ пн. ш. 111°26′13″ зх. д. / 33.37139° пн. ш. 111.43694° зх. д. (33.371483, -111.436942).  За даними Бюро перепису населення США в 2010 році переписна місцевість мала площу 57,99 км², уся площа — суходіл.

## Демографія
Згідно з переписом 2010 року, у переписній місцевості мешкало 10 159 осіб у 4888 домогосподарствах у складі 3592 родин. Густота населення становила 175 осіб/км².  Було 6874 помешкання (119/км²).
Расовий склад населення:
| - 94,6 % — білих - 1,0 % — чорних або афроамериканців - 0,8 % — азіатів - 0,4 % — корінних американців - 0,1 % — вихідців з тихоокеанських островів - 1,4 % — осіб інших рас |

До двох чи більше рас належало 1,6 %. Частка іспаномовних становила 5,5 % від усіх жителів.
За віковим діапазоном населення розподілялося таким чином: 10,2 % — особи молодші 18 років, 51,1 % — особи у віці 18—64 років, 38,7 % — особи у віці 65 років та старші. Медіана віку мешканця становила 60,9 року. На 100 осіб жіночої статі у переписній місцевості припадало 92,7 чоловіків;  на 100 жінок у віці від 18 років та старших — 91,8 чоловіків також старших 18 років.